# اندرادي امارال
اندرادي امارال (بالبرتغالية: Andrade‏) (21 أبريل 1957 بجويز دي فورا في البرازيل - ) هو مدرب كرة قدم وسياسي ولاعب كرة قدم برازيلي في مركز الوسط، شارك في الألعاب الأولمبية الصيفية 1988. وشارك مع منتخب البرازيل لكرة القدم. أما مع النوادي، فقد لعب مع أتلتيكو باراناينسي وديسبورتيفا كابيزابا ونادي روما ونادي فاسكو دا غاما ونادي فلامنغو ويونيفرسيداد دي لوس أنديز وبوافيستا سبورت ‏ وEsporte Clube Internacional (SC) ‏ وLinhares Esporte Clube ‏ وOperário Futebol Clube (Várzea Grande) ‏ وباكابال سبورت ‏ ونادي بانغو أتلتيكو.

## وصلات خارجية
- اندرادي امارال على موقع الاتحاد الأوربي (الإنجليزية)
- اندرادي امارال على موقع قاعدة بيانات كرة القدم.إي يو (الإنجليزية)
- اندرادي امارال على موقع ناشيونال فوتبول تيمز (الإنجليزية)
- اندرادي امارال على موقع عالم كرة القدم.نت (الإنجليزية)
- اندرادي امارال على موقع أوليمبيديا (الإنجليزية)
- اندرادي امارال على موقع اللجنة الأولمبية البرازيلية (البرتغالية)